# 장성3터널
장성3터널(長城3터널)은 전라남도 장성군 진원면 진원리와 장성읍 유탕리를 잇는 고창담양고속도로의 상의 터널으로 불태산을 관통한다. 연장 고창 방면은 3,581m2, 담양 방면은 3,598m2이다. 터널 서쪽으로는 장성 분기점으로, 동쪽으로 장성4터널과 연결된다.
2001년 5월 고창담양고속도로 장성 분기점 ~ 대덕 분기점 구간과 함께 착공하여 2006년 12월 7일 완공되었다. 노선 상에서 두 번째로 길이가 긴 터널이며, 노선상의 최장 터널은 문수산터널이다.

## 길이
- 폭은 11.4 높이 7.3m 복선이다.

## 등급
2022년 2월 1일 불태산을 관통하는 고창담양고속도로상의 장성3터널에 대한 정밀안전진단을 실시한 결과 안전등급이 B등급(양호)으로 지정되었다. 2006년 준공 후 두 번째 정밀안전진단이 이뤄졌다.
등급이 공개된 시설물은 경남 산청양수댐, 부산지하철 2호선, 전남 장성3터널 등 3개로, 「시설물의 안전 및 유지관리에 관한 특별법」(시설물안전법)에 따라 관리원의 정밀안전진단 전담시설물로 고시되어 있다.